# Khổ sâm Bắc Bộ
Khổ sâm Bắc Bộ (tên khoa học: Brucea tonkinensis) là một loài thực vật có hoa trong họ Thanh thất. Loài này được (Lecomte) Gagnep. mô tả khoa học đầu tiên năm 1946.